# Natasha Rothwell
Natasha Rothwell (Witchita, 18 de outubro de 1980) é uma escritora, atriz, professora e comediante americana. Ela lecionou para a KIPP NYC e passou a trabalhar no SNL. Ela chamou a atenção pela primeira vez como escritora no Saturday Night Live nas temporadas que ocorreram entre 2014-2015. Ela ganhou ainda mais fama trabalhando na série de televisão da HBO, Insecure. Em Insecure , ela atua, trabalha como roteirista, regular na série e produtora supervisora.  Atualmente está desenvolvendo, escrevendo e produzindo outro programa para a HBO, no qual ela estrelará.
Mais recentemente, sua empresa Big Hattie Productions fechou um acordo geral com a ABC Signature.

## Filmografia

### Filmes
| Ano  | Título                | Papel        | Notas |
| ---- | --------------------- | ------------ | ----- |
| 2015 | A Year and Change     | Angie        |       |
| 2018 | Love, Simon           | Ms. Albright |       |
| 2020 | Like a Boss           | Jill         |       |
| 2020 | Sonic - O Filme       | Rachel       |       |
| 2020 | Mulher-Maravilha 1984 | Carol        |       |
| 2022 | Sonic 2 – O Filme     | Rachel       |       |
| 2023 | Wonka                 |              |       |

### Televisão
| Ano           | Título                           | Papel                | Notas                                |
| ------------- | -------------------------------- | -------------------- | ------------------------------------ |
| 2014          | Royal Pains                      | Tamara               | 1 episódio                           |
| 2014–15       | Saturday Night Live              |                      | Escritora/Roteirista em 21 episódios |
| 2016          | Search Party                     | Real Woman           | 1 episódio                           |
| 2016          | Netflix Presents: The Characters | Vários personagens   | Escritora/Roteirista em 1 episódio   |
| 2016–presente | Insecure                         | Kelli                | Escritora/Roteirista em 18 episódios |
| 2017          | Bojack Horseman                  | Clemelia Bloodsworth | 1 episódio                           |
| 2017          | Future-Worm!                     | Vários               | 2 episódios                          |
| 2018          | Brooklyn Nine-Nine               | Delia Alvarado       | 1 episódio                           |
| 2018–20       | DuckTales                        | Zan Owlson (voz)     | 5 episódios                          |
| 2019          | Star vs. the Forces of Evil      | Vozes adicionais     | 2 episódios                          |
| 2019          | A Black Lady Sketch Show         | Pearlina Teatree     | 1 Episódio                           |
| 2020          | Love, Victor                     | Mrs. Albright        | 1 Episódio                           |
| 2020          | Baby Shark's Big Show!           | Mommy Shark          |                                      |
| 2021          | The White Lotus                  | Belinda              |                                      |